# Rosa Anschütz
Rosa Johanna Wilhelmine Anschütz (verh. Hellmesberger) (* 20. März 1830 in Wien; † 10. September 1909 in Lichtental, einem Stadtteil von Baden-Baden) war eine österreichische Schauspielerin.

## Familie
Rosa Anschütz entstammte einer Künstlerfamilie. Ihre Mutter war die Schauspielerin Emilie Henriette Johanna geb. Butenop (* 1795; † 17. Juni 1866 in Wien), Tochter des Schauspieldirektors Karl Heinrich Butenop und der Schauspielerin Johanna Auguste Weil (1758–1807). Ihr Vater war der Schauspieler und Regisseur des k.k.Hofburgtheaters Heinrich Anschütz. Sie hatte zwei Geschwister, den Dramatiker Roderich Anschütz und die Schauspielerin Marie Emilie Auguste Koberwein, die u. a. mit dem Maler Georg Koberwein verheiratet war. Der Halbbruder Alexander Anschütz (1815–1868) war Opernsänger und stammte aus der früheren Ehe ihres Vaters mit der Sängerin Josephine Kette (* 1793; † nach 1822).
Mit ihrem Ehemann Josef Helmesberger hatte sie fünf Kinder. Die drei Söhne waren ebenfalls Musiker und Komponisten, vor allem von Walzermusik. Georg Hellmesberger starb wie sein Onkel Georg Hellmesberger jun. bereits im 23. Lebensjahr; die weiteren Söhne waren Josef Hellmesberger jun. und Ferdinand Hellmesberger. Die beiden Töchter Rositta (* 1854/56, oder 1862; † 1916) und Emilie (* 1866/70; † nach 1907) wurden Sängerin bzw. Schauspielerin.

## Leben
Im Taufschein der Rosa Anschütz finden sich die Spitzen der Wiener Theaterwelt: der damalige Artistische Direktor des Leopoldstädter Theaters Ferdinand Raimund, der k.k. Hofschauspieler Ludwig Costenoble, die k.k. Hofschauspielerin und Schriftstellerin Johanna Franul von Weißenthurn und die k.k. Hofschauspielerin Wilhelmine Lembert.
Rosa Anschütz trat bereits als Kind ab 1836 am Burgtheater auf. Sie spielte meist Rollen in Komödien, wie die junge Gurli in Kotzebues Stück Die Indianer in England, mit der sie auch ihr Debüt als jugendliche Liebhaberin in Erwachsenenrollen hatte. In der Spielzeit 1844/45 verkörperte sie am Burgtheater das Käthchen in dem Lustspiel Welcher ist der Bräutigam? von Johanna von Weißenthurn. 1845 gastierte sie am Theater in der Josefstadt. Im Juni 1847 gab sie an der „Burg“ ihr Rollendebüt als Friedrike  in Die Jäger von August Wilhelm Iffland. Rosa Anschütz trat bis 1850 zunächst als Kinderdarstellerin, später im Rollenfach der „Jugendlichen Liebhaberin“, am Burgtheater auf.
Am 27. November 1851 heiratete sie in der fürsterzbischöflichen Churkapelle zu St. Stephan den späteren Konzertmeister und Dirigenten der Wiener Philharmoniker Joseph Hellmesberger senior. Nach ihrer Heirat gab sie die eigene Theaterkarriere auf und wurde Mutter von fünf Kindern.
Rosa Hellmesberger starb 1909 in Deutschland, wurde aber im Familiengrab am Hietzinger Friedhof bestattet. Die Anschützgasse in Wien-Rudolfsheim-Fünfhaus (15. Bezirk) wurde im Jahr 1894 nach Rosa Abschütz’ Vater Heinrich benannt.